# Randy Gardner
Randy Gardner  (Los Angeles, Califórnia, 2 de dezembro de 1958) é um ex-patinador artístico americano. Gardner conquistou com Tai Babilonia uma medalha de ouro e duas de bronze em campeonatos mundiais. Babilonia e Gardner também competiram nos Jogos Olímpicos de Inverno de 1976 e 1980.

## Principais resultados

### Com Tai Babilonia
| Resultados                                                            | Resultados        | Resultados       | Resultados      | Resultados        | Resultados        | Resultados      | Resultados      | Resultados    | Resultados    | Resultados    | Resultados    | Resultados    |
| Internacional                                                         | Internacional     | Internacional    | Internacional   | Internacional     | Internacional     | Internacional   | Internacional   | Internacional | Internacional | Internacional | Internacional | Internacional |
| Evento/Temporada                                                      | 1973– 1974        | 1974– 1975       | 1975– 1976      | 1976– 1977        | 1977– 1978        | 1978– 1979      | 1979– 1980      |               |               |               |               |               |
| --------------------------------------------------------------------- | ----------------- | ---------------- | --------------- | ----------------- | ----------------- | --------------- | --------------- | ------------- | ------------- | ------------- | ------------- | ------------- |
| Jogos Olímpicos                                                       |                   |                  | 5.º             |                   |                   |                 | WD              |               |               |               |               |               |
| Campeonato Mundial                                                    | 10.º              | 10.º             | 5.º             | Medalha de bronze | Medalha de bronze | Medalha de ouro |                 |               |               |               |               |               |
| Grand Prix St. Gervais                                                | Medalha de bronze |                  |                 |                   |                   |                 |                 |               |               |               |               |               |
| Nebelhorn Trophy                                                      | Medalha de ouro   |                  |                 |                   |                   |                 |                 |               |               |               |               |               |
| Nacional                                                              |                   |                  |                 |                   |                   |                 |                 |               |               |               |               |               |
| Campeonato dos Estados Unidos                                         | Medalha de prata  | Medalha de prata | Medalha de ouro | Medalha de ouro   | Medalha de ouro   | Medalha de ouro | Medalha de ouro |               |               |               |               |               |
|                                                                       |                   |                  |                 |                   |                   |                 |                 |               |               |               |               |               |
| Legenda: WD = Abandonou; Competição não foi disputada nesta temporada |                   |                  |                 |                   |                   |                 |                 |               |               |               |               |               |